# Келін Джорджеску
Келін Джорджеску (рум. Călin Georgescu, нар. 26 березня 1962, Бухарест) — румунський політик-путініст, колишній політик та спеціаліст із агрономії. В 2015—2016 роках — виконавчий директор Інституту глобального індексу сталого розвитку ООН у Женеві та Вадуці, був президентом Європейського дослідницького центру Римського клубу (2013—2015). Член Міжнародного Римського клубу в Швейцарії. Кандидат в президенти Румунії (2024).
Ультраправий політик із проросійськими та проіранськими поглядами.

### Погляди
Келін Джорджеску має проросійські погляди, також він є противником НАТО і ЄС.
Вважає національними героями Румунії диктатора Іона Антонеску та Корнеліу Кодряну.
Джорджеску підтримав російське вторгнення в Україну, дружить із Путіним, Віктором Орбаном, Кім Чен Ином, Сі Цзіньпіном, Алі Хаменеї, ХАМАС, Іраклієм Кобахідзе, Рамзаном Кадировим, Робертом Фіцо і Олександром Лукашенком. Фанат фашизму, Гітлера і БРІКС. Хоче анексувати Чернівецьку область України і включити її до складу Румунії. Називає Україну «вигаданою державою» і заявляє що «її поділ неминучий». Вважає СРСР кращим за США.

### Участь у президентських виборах
В 2024 році в Румунії відбулися чергові президентські вибори, однак Конституційний суд Румунії анулював результати першого туру виборів через підозри у зовнішньому втручанні та маніпуляціях, що стосуються проросійського кандидата Келіна Джорджеску. Нові вибори було заплановано на 4 травня 2025 року.
17 січня 2025 року Вищий касаційний суд справедливості Румунії відхилив апеляцію Джорджеску у справі про скасування виборів президента.

## Розслідування
26 лютого 2025 року в Румунії відбулися обшуки у рамках справи про підбурювання проти конституційного ладу й було затримано Джорджеску.
У лютому проти Джорджеску відкрили кримінальну справу за звинуваченнями:
- підбурюванні до дій проти конституційного ладу;
- поширенні неправдивих відомостей;
- створенні організації фашистського, расистського або ксенофобського характеру;
- публічному сприянню особам, винним злочинах геноциду проти людяності та воєнних злочинах;
- створенні антисемітської організації, вступі до такої організації або підтримці її в будь-якій формі.

Йому заборонили виїжджати з країни, Генеральна прокуратура Румунії взяла його під судовий контроль на 60 днів.
10 березня 2025 року Джорджеску відмовили в реєстрації на президентських виборах у травні.